# Jörg Seckel
Jörg Rupert Seckel (* 22. März 1939; † 3. Januar 2021 in Falkenstein/Vogtl.) war ein deutscher Musiker. Unter dem Künstlernamen Dr Seckels Görch veröffentlichte er zahlreiche deftig-humoristische Lieder, meist in vogtländischer Mundart.

## Leben
Seckel gehörte 1971 zu den Mitbegründern der Rockband Simultan, in der er die elektronische Orgel und Saxofon spielte und auch als Sänger in Erscheinung trat und Lieder schrieb. Er gehörte der Band bis 1974 an. Später gründete er die eigenen Gruppen Ypsilon und Flair. Nach der Wende trat er unter seinem Realnamen als Alleinunterhalter auf. Er schrieb und sang dabei auch eigene Titel, die er aufgrund der Nachfrage des Publikums zunächst selbst aufnahm und unter dem Künstlernamen Dr Seckels Görch, der vogtländischen Variante seines Realnamens, als CD vertrieb. Die Verkaufserfolg seines Debütalbums Frisch geboodn 2003 war – auch im Zuge des Charterfolgs der volkstümlichen Musikgruppe De Randfichten – so groß, dass Seckel erstes Album Frisch geboodn, wie auch das Folgealbum Alte S… (2005) schließlich vom österreichischen Plattenlabel MCP Sound & Media herausgebracht wurden. Bis 2005 hatte er von seinen bis dahin erschienenen drei Alben rund 20.000 Exemplare verkauft. Spätere Alben erschienen erneut im Eigenvertrieb.
Seckel nahm die Lieder in seinem eigenen Studio auf, das er in der alten Weberei seines Vaters eingerichtet hatte. Die teilweise deftig-humorvollen Lieder im vogtländischen Dialekt befassten sich häufig mit dem „Alltagsleben rund um die Familie“, aber auch mit der Heimatverbundenheit des Sängers. Spätere Alben waren auf die Liedtexte bezogen etwas  „zahmer“, so befand Seckel in einem Interview, dass man die „Sache mit den Deftigkeiten […] nicht überstrapazieren“ sollte. Lieder Seckels wurden unter anderem vom vogtländischen Sänger Klaus Goldammer und von Christian Gebhardt gecovert.
Auftritte absolvierte Seckel stets mit Schiebermütze und bunter Weste. Im Sommer 2006 gab er altersbedingt seinen Abschied von der Bühne bekannt. Ein Jahr später brachte Seckel seine fünfte CD heraus, die im Unterschied zu den zuvor in vogtländischer Mundart veröffentlichten CDs auf Hochdeutsch erschien. Sie trug den Untertitel Die Texte versteht jetzt auch Onkel Heinz in Brandenburg und versammelte neben Liedern der vier vorherigen Alben auf Hochdeutsch auch neues Material. Weitere Alben, wie Su isses Leem (2010) sowie seine letzte CD Mei Wunschkonzert (2010) folgten. Daneben war Seckel als Interpret auf mehreren Kompilations-Alben vertreten, darunter Vogtlandheimat (Nr. 3 und 4, 1999) und Faxen aus Sachsen (2004). Er galt als „Urgestein der Musikszene im Vogtland“ und „Vogtlandoriginal“.
Seckel, der lange Jahre unheilbar krank war und zuletzt in einem Heim lebte, verstarb im Januar 2021 in Falkenstein. Er wurde auf dem Friedhof in Grünbach beigesetzt.

## Diskografie
- 2003: Frisch geboodn – Urige Lieder vom Seckels Görch (MCP Sound & Media)
- 2005: Alte S… – Deftige Lieder vom Seckels Görch (MCP Sound & Media)
- 2005: ’s Gebiss: 30 urige Lieder (Eigenproduktion)
- 2007: Herr Seckel singt Deutsch (Eigenproduktion)
- 2008: Su isses Leem (Eigenproduktion)
- 2010: Mei Wunschkonzert (Eigenproduktion)